# Kinnara

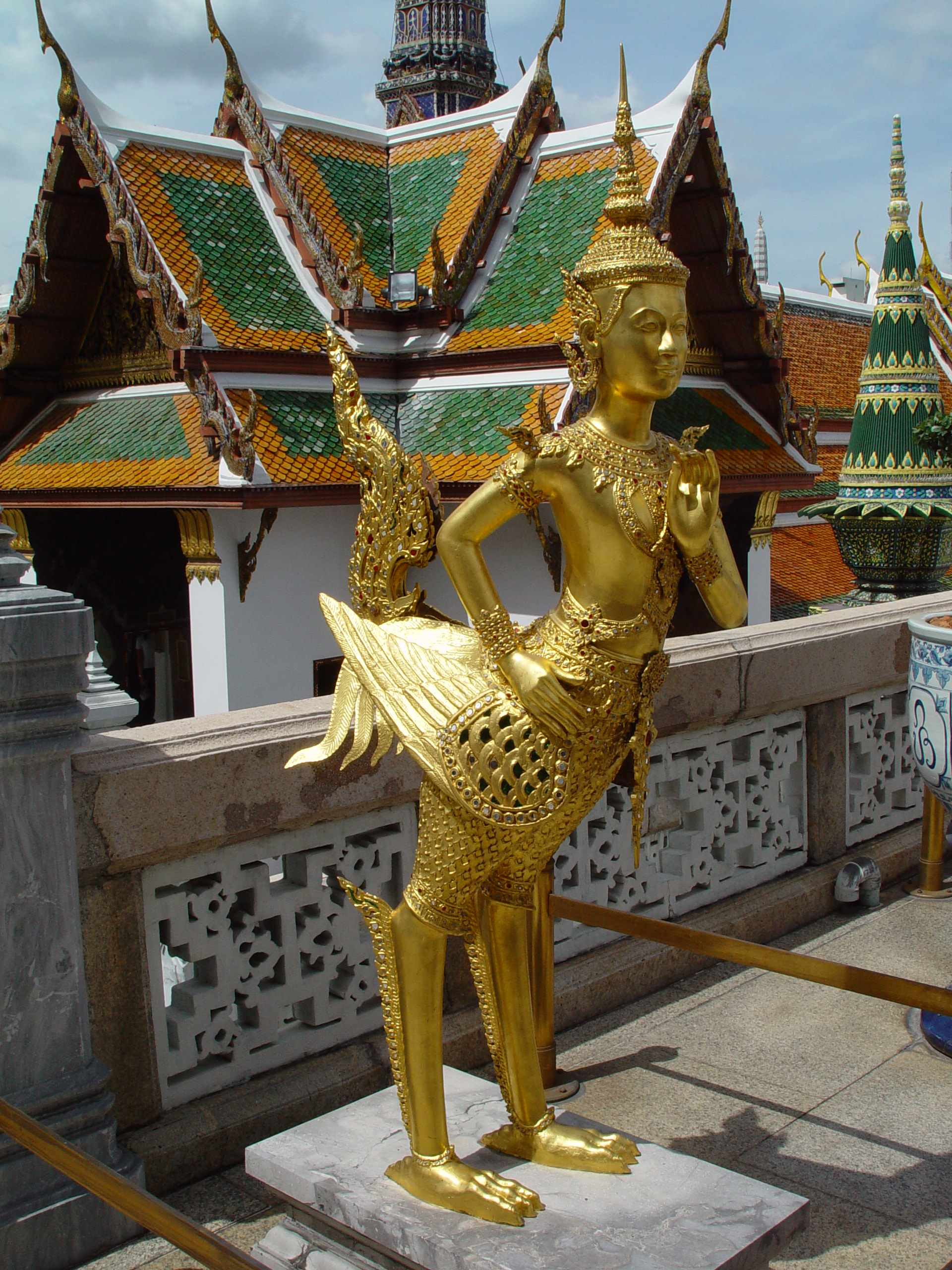
Statue d'un kinnara au Palais royal de Bangkok.

Dans la mythologie bouddhique et la mythologie hindoue, un kinnara est un amoureux exemplaire, un musicien céleste, mi-homme mi-cheval (en Inde) ou mi-oiseau (Asie du Sud-Est). Son équivalent femelle est la kinnari. Leur caractère est décrit dans le premier livre (Adiparvan) du Mahābhārata, où ils déclarent :
« Nous sommes sans fin amoureux et aimés. Nous ne nous séparons jamais. Nous sommes éternellement mari et femme ; nous ne devenons jamais mère et père. Nulle descendance n'apparaît dans notre giron. Nous sommes amoureux et aimés toujours embrassés.  Nous n'admettons entre nous aucune autre créature demandant de l'affection. Notre vie est une vie de plaisir perpétuel. »
Ils apparaissent également dans plusieurs textes bouddhiques, dont le Sutra du Lotus.
Comme les nâgas ou l'aigle Garuda, les kinnaras habitent l'Himavanta, la forêt mythique qui entoure la base du Mont Meru.
Dans la mythologie d'Asie du Sud-Est, les kinnaris ont le haut du corps d'une femme, et les ailes, la queue et les pieds d'un cygne. Elles sont renommées pour leurs danses, leurs chants et leurs poèmes et représentent un symbole traditionnel de beauté, de grâce et d'accomplissement féminins.
La plus célèbre est Manohara, décrite dans les jataka (récits des vies antérieures du Bouddha) : Fille du roi des kinnaras vivant sur le Mont Kailash, elle fut capturée par un chasseur et devint l'épouse d'un prince appelé Sudhana. Pendant que celui-ci était à la guerre, elle regagna le royaume de son père, laissant un anneau et des instructions permettant de la rejoindre. À son retour de guerre, le prince Sudhana dut surmonter de nombreuses épreuves pour la retrouver.

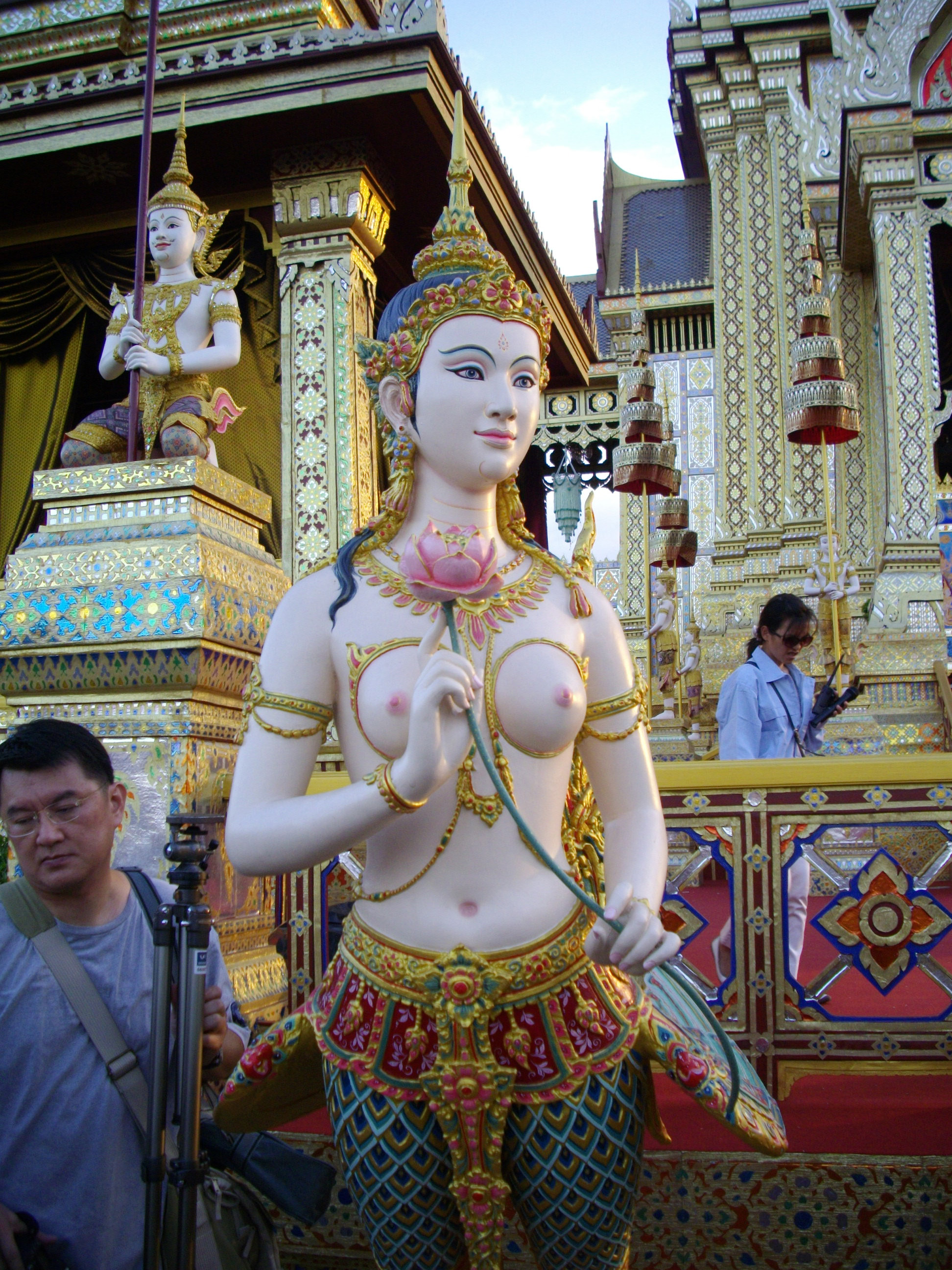
Une kinnari décorant le crématorium royal de la princesse Galyani Vadhana à Bangkok (novembre 2008).

## Thaïlande
La kinnari (thaï กินรี) de la littérature thaï traditionnelle est d'origine indienne, mais elle a été adaptée au mode de pensée thaï. C'est une jeune femme vêtue d'un costume ressemblant à celui d'un ange. La partie inférieure du corps est semblable à celle d'un oiseau et lui permet de voler entre le monde mystique et celui des humains.
La kinnari la plus célèbre en Thaïlande est Manora (issue de Manohara), dans un jataka thaï, le Panyasa Chadok. Une partie de ce texte illustre la Manorah Buchayan, une des plus ésotériques des danses de cour thaïlandaises.
Les Golden Kinnaree Awards sont les récompenses décernées au Festival international du film de Bangkok.
Thai Airways International publie un magazine mensuel titré Kinnaree.

## Laos
Comme en Thaïlande, la danse et la chanson Kinnaly, ou Kinnone, illustrent l’un des épisodes de l’épopée Sithone Manola.

## Birmanie
Les bouddhistes birmans croient que parmi les  136 animaux des vies antérieures du Bouddha, quatre étaient des kinnaras. La kinnari (birman ကိန္နရီ ; API : /kèinnəyì/) est aussi un des 108 symboles présents sur la plante des pieds du Buddha. Dans ce pays, les kinnaris n'ont pas les seins découverts.

## Cambodge

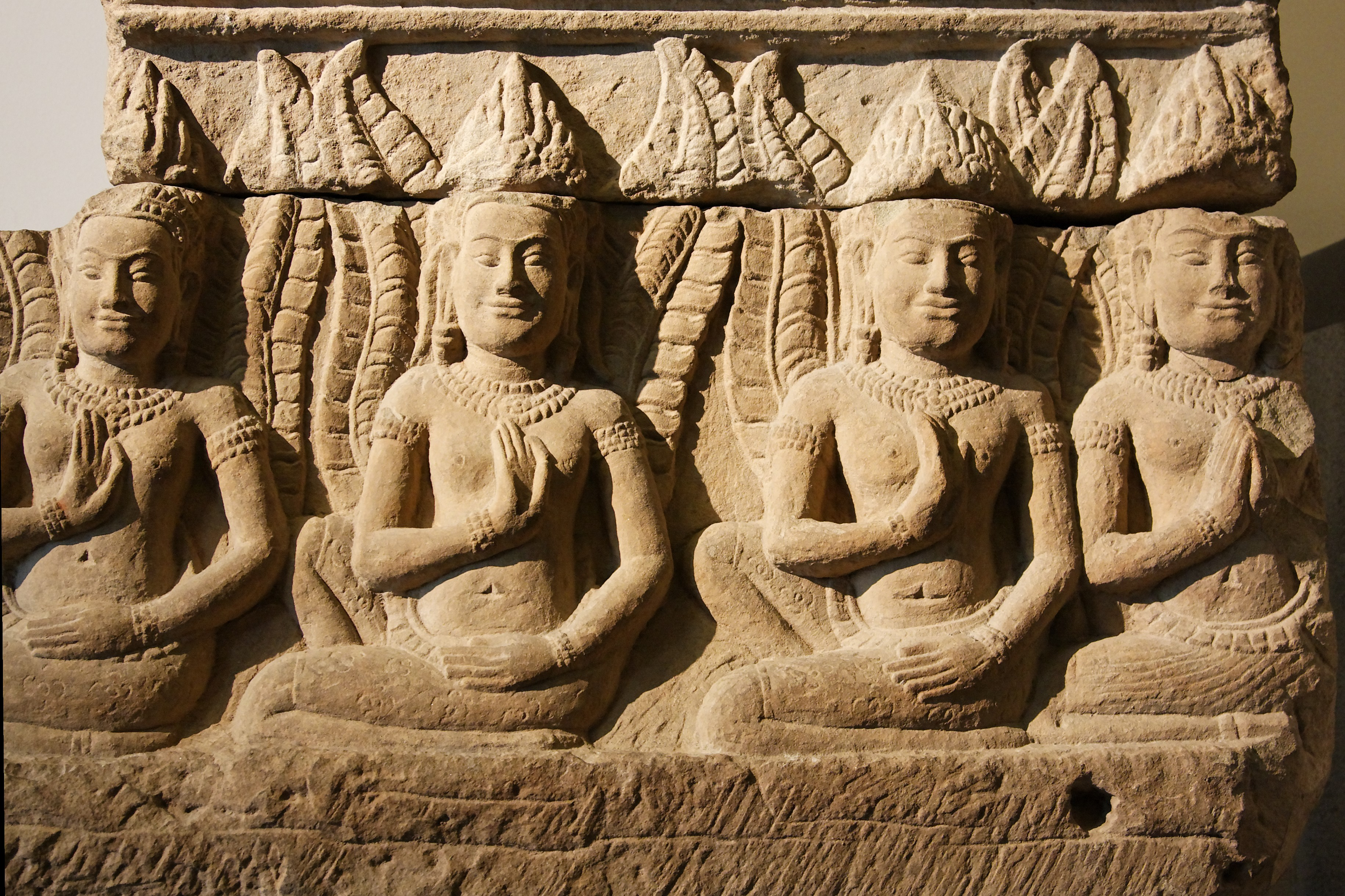
Kinnaris khmères (terrasse des éléphants d'Angkor Thom)

Au Cambodge, kinnari et kinnara sont nommés kennorey (khmer កន្នរី) et kennara (កន្នរា).  La kennorey est plus présente dans l'art et la littérature que le kennara.  Elle a le même caractère qu'en Thaïlande, un symbole de beauté et de grâce utilisé pour la décoration des temples depuis l'époque d'Angkor (mais elle a moins de valeur symbolique que les apsaras).
Le répertoire du Ballet royal du Cambodge comporte un morceau intitulé Robam Kennorey.

## Indonésie

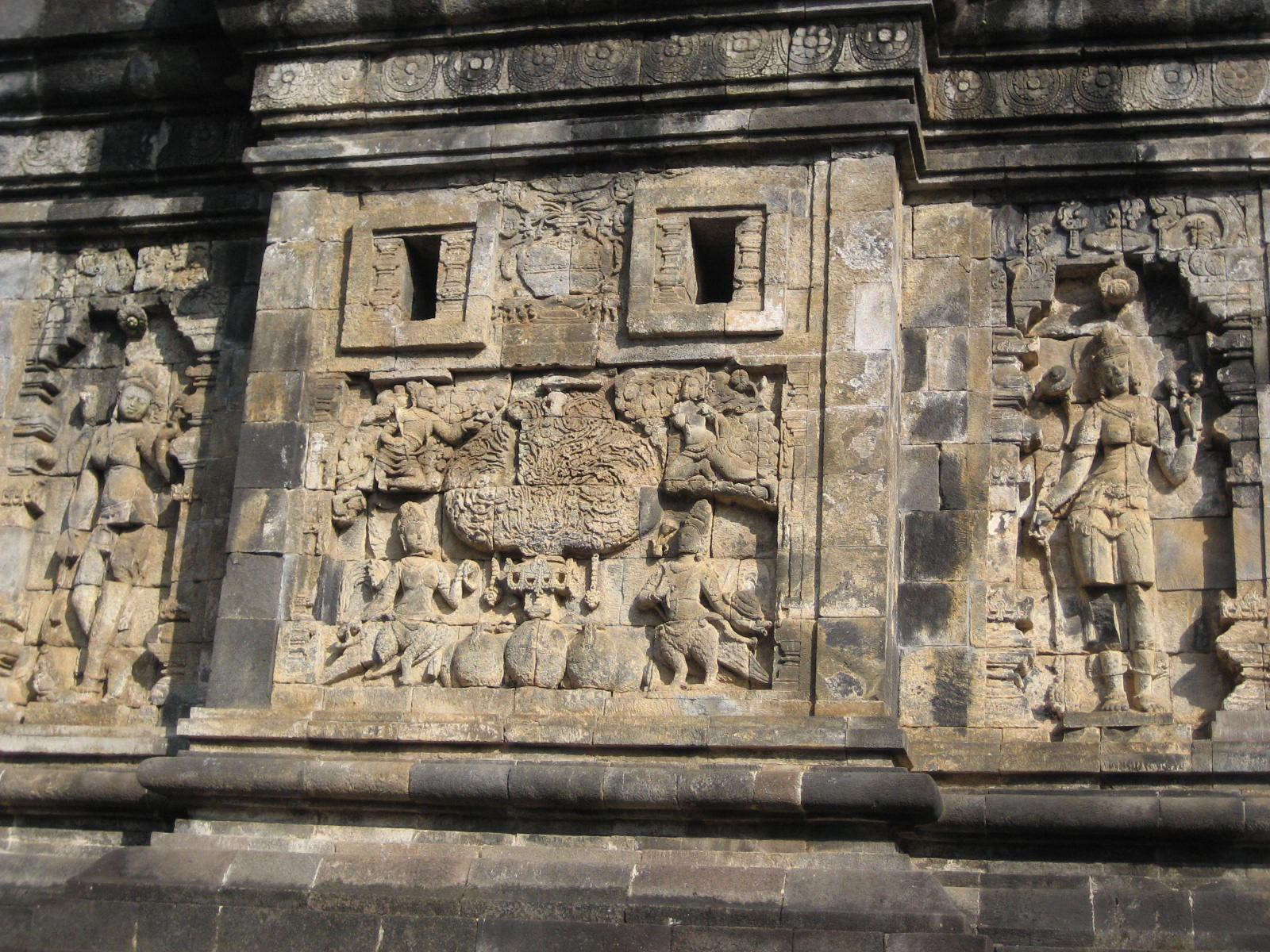
Kinnara et kinnari veillant au pied de l'arbre Kalpataru au temple de Pawon.

Des couples de kinnaras et kinnaris figurent dans les temples de Borobudur, Mendut, Pawon, Sewu, Sari et Prambanan. Ils sont généralement représentés comme des oiseaux à têtes humaines, ou dont tout le haut du corps est humain. Ils veillent habituellement sur l'arbre de vie Kalpataru, et parfois sur une jarre contenant un trésor. Exceptionnellement, sur une paire de bas-reliefs du temple de Sari, les kinnaras sont dépeints comme des anges occidentaux, avec leurs ailes d'oiseaux fixées sur leur dos.
À Borobudur, des bas-reliefs racontent l'histoire de Manohara et du prince Sudhana.